# Rungner

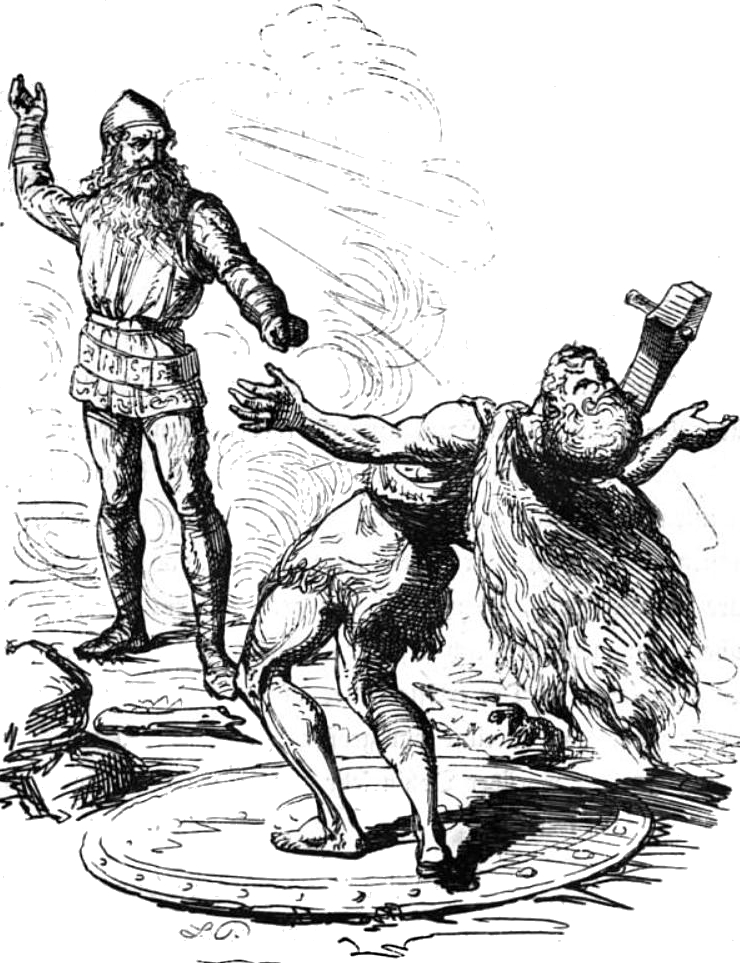
Tor dräper Rungner. Tysk bokillustration från 1865.

Rungner (eller Hrungner, västnordisk stavning Hrungnir) är i nordisk mytologi den starkaste av jättarna i Jotunheim.
Rungners huvud, hjärta och sköld är av sten. Hjärtat är trekantigt. Rungner är beväpnad med en brynsten (hen) och en sköld och gör sig känd för sin skrytsamhet, vilket retar framförallt Tor. I en strid mellan Tor och Tjalve på ena sidan och Rungner och Mökkurkalfe å den andra, krossar Tor Rungners skalle med Mjölner, men får en flisa av jättens brynsten i huvudet. Tjalve dödar Mökkurkalfe med en pil och Tors son Magne lyckas flytta undan Rungners fot som landat på Tor. Följande passage ur Prosaiska Eddan Skáldskaparmál 17 (1819 års utgåva) beskriver händelsen:
| ” | Jättarne ansågo af högsta vigt, hvem som dervid fick seger: ty af Thor hade de intet godt att vänta, om Rungner, som var en af de starkaste bland dem, fölle för hans hand. Jättarne gjorde då på Grjotuna-gård, af ler, en man, som var nio alnar lång och tre bred öfver bröstet; men då de icke funno ett hjerta nog stort för honom, togo de hjertat af ett sto, hvilket dock icke kunde bestå för Thor. Rungner hade ett hjerta af hård sten och trekantigt, så som man nu mera fästar den knuten, som kallas Rungners hjärta. Hans hufvud var äfven av sten. Likaledes var hans sköld, hvarmed han afbidade Thor, af sten, samt stor och tjock. Klubban bar han på skuldrorna, och såg, med ett ord, ganska fruktansvärd ut. Vid hans sida stod lerjätten, som hette Möckurkalfe och var ganska rädd. Det berättas att hans feghet yppades, när han såg Thor. Thor drog til stridsplatsen, samt med honom Tjalfe. Denne sprang fram till Rungner och sade till honom: ”du står rätt oförsigtigt jätte! med skölden framför dig. Thor har sett dig. Han skall gå ned i jorden och anfalla dig nerifrån”. Då sköt Rungner skölden under sina fötter, ställde sig på den och höll klubban i begge händerna. Derpå såg han ljungeld, hörde ett starkt thordön och förnam Thors Asastyrka. Denne for väldigt fram, lyftade hammaren och kastade den långt bort åt Rungner. Rungner fattade klubban med begge händerna och kastade den emot. Den mötte hammaren i luften, och gick sönder, så att det ena stycket föll på jorden, hvaraf alla brynstenar sedermera kommit; det andra stycket slog Thor i hufvudet, så att han föll framstupa på jorden. Hammaren Mjöllner träffade Rungner midt i hufvudet och krossade hans hufvudskål i små smulor. Han föll fram öfver Thor, så att hans fötter lågo öfver Thors hals. Thjalfe kämpade med Möckurkalfe, som föll med ringa heder. | „ |